# Rezerwat przyrody Las Liściasty w Promnie
Rezerwat przyrody Las Liściasty w Promnie – leśny rezerwat przyrody położony w gminie Pobiedziska, powiecie poznańskim (województwo wielkopolskie).

## Położenie
Znajduje się na terenie Parku Krajobrazowego Promno, na północ od wsi Stara Górka, na północnych stokach Kanału Szkutelniak i ma powierzchnię 6,09 hektara. Zajmuje oddziały leśne 240 j-n, a jego otulina 240 g, i (3,24 hektara).

## Przyroda
Został utworzony w 1954 roku w celu ochrony grądu z bogatym i różnorodnym runem oraz stanowiska rzadkich gatunków ślimaków. Oprócz dominującego grądu środkowoeuropejskiego występuje tu też ols i łęg jesionowo-olszowy. Rośliną panującą jest dąb szypułkowy, a towarzyszy mu sosna pospolita. Olsza czarna zajmuje zabagnione obniżenia terenu w pobliżu Kanału Szkutelniak. Gatunki podokapowe to dąb szypułkowy i grab pospolity. Część starszych opracowań uważa drzewostany za naturalne, ale brak drzew starszych oraz zbliżony ich wiek budzą wątpliwości w tym zakresie. W rezerwacie ulega stopniowemu zmniejszaniu liczba sosen i proces ten jest korzystny z punktu widzenia zachowania grądu środkowoeuropejskiego. Runo w rezerwacie jest bogate – istnieją stanowiska kokoryczy pustej, wawrzynka wilczełyko i lilii złotogłów.

## Podstawa prawna
- Zarządzenie Ministra Leśnictwa z dnia 5 listopada 1954 r. w sprawie uznania za rezerwat przyrody (M. P. z 1954 r. Nr 114, Poz. 1639)
- Obwieszczenie Wojewody Wielkopolskiego z dn. 4.10.2001 r. w sprawie ogłoszenia wykazu rezerwatów przyrody utworzonych do dn. 31.12.1998 r.
- Zarządzenie Nr 17/09 Regionalnego Dyrektora Ochrony Środowiska w Poznaniu z dnia 5 października 2009 r. w sprawie rezerwatu przyrody „Las Liściasty w Promnie”

## Turystyka
Północnym skrajem rezerwatu przechodzi  zielony szlak pieszy z Promna-Stacji do Pobiedzisk. Wyznakowano też w tym rejonie ścieżki do nordic walking.